# Sophie Colquhoun
Sophie Colquhoun es una actriz, más conocida por haber interpretado a Cynthia en la serie Plebs.

## Carrera
En 2011 obtuvo un pequeño papel en la película Capitán América: el primer vengador, donde interpretó a Bonnie. Ese mismo año se unió al elenco de la serie EastEnders: E20, donde dio vida a Ava Bourne. En 2013 se unió a la serie Plebs, donde interpretó a Cynthia hasta el final de la serie en 2014. En 2015 se unió al elenco de la serie The Royals, donde dio vida a Gemma.

## Filmografía

### Series de televisión
| Año             | Título            | Personajes       | Notas                                 |
| --------------- | ----------------- | ---------------- | ------------------------------------- |
| 2015 - presente | The Royals        | Gemma            | -                                     |
| 2013 - 2014     | Plebs             | Cynthia          | 14 episodios                          |
| 2014            | Blandings         | Valerie Fanshawe | episodio "Sticky Wicket at Blandings" |
| 2014            | Death in Paradise | Helen Walker     | episodio # 3.4                        |
| 2013            | Law & Order: UK   | Kim              | episodio "Fatherly Love"              |
| 2012            | Some Girls        | Ruby Williams    | 2 episodios                           |
| 2012            | Switch            | India            | 3 episodios                           |
| 2012            | Cuckoo            | Hannah           | episodio "Family Meeting"             |
| 2012            | Holby City        | Heidi Hall       | episodio "Devil's Dance"              |
| 2011            | PhoneShop         | Daisy            | episodio "Come Dine with We"          |
| 2011            | Fresh Meat        | Caz              | episodio # 1.6                        |
| 2011            | EastEnders: E20   | Ava Bourne       | 3 episodios                           |
| 2010            | The IT Crowd      | Nikki            | episodio "Bad Boys"                   |
| 2010            | Rev.              | Pip              | episodio # 1.2                        |

### Películas
| Año  | Título                              | Personaje | Notas                                                                                              |
| ---- | ----------------------------------- | --------- | -------------------------------------------------------------------------------------------------- |
| 2011 | Capitán América: el primer vengador | Bonnie    | junto a Chris Evans, Hayley Atwell, Sebastian Stan, Tommy Lee Jones, Hugo Weaving y Dominic Cooper |

### Teatro
| Año | Título                               | Personaje       | Director          |
| --- | ------------------------------------ | --------------- | ----------------- |
| -   | Hands Across the Sea                 | Piggie          | Wyn Jones         |
| -   | Six Characters Looking for an Author | -               | Joseph Blatchley  |
| -   | A Midsummer Night's Dream            | Hermia          | Douglas Rintoul   |
| -   | Don Juan in Soho                     | Lottie/Ruby     | Christian Burgess |
| -   | Tom Jones                            | Sophia Western  | Jane Morgan       |
| -   | Little Me                            | Joven Belle     | Martin Connor     |
| -   | The Trojan Women                     | Helena de Troya | Patsy Rodenburg   |
| -   | The Way of the World                 | Millament       | Jonathan Munby    |
| -   | Mountain Language                    | Joven Mujer     | Janet Suzman      |